# Bunker
Bunker – miasto w Stanach Zjednoczonych, w południowo-wschodniej części stanu Missouri.
Liczba mieszkańców w 2000 roku wynosiła 427.